# Habia de Carmiol
Espèce
Statut de conservation UICN

 LC UICN 3.1 : Préoccupation mineure
Le Habia de Carmiol (Chlorothraupis carmioli), anciennement Habia olive et Tangara olive, est une espèce de passereaux de la famille des Cardinalidae qui était auparavant placée dans la famille des Thraupidae.

## Répartition
Cet oiseau se trouve au Nicaragua, au Costa Rica, au Panama et à l'extrême nord-ouest de la Colombie (près de la frontière avec le Panama). 

## Habitat
Il vit dans les forêts humides subtropicales ou tropicales en plaine et les forêts fortement dégradées.

## Sous-espèces
D'après Alan P. Peterson, il en existe 3 sous-espèces :
- Chlorothraupis carmioli carmioli (Lawrence) 1868 ;
- Chlorothraupis carmioli lutescens Griscom 1927 ;
- Chlorothraupis carmioli magnirostris Griscom 1927.